# أربعة عشر العريضة

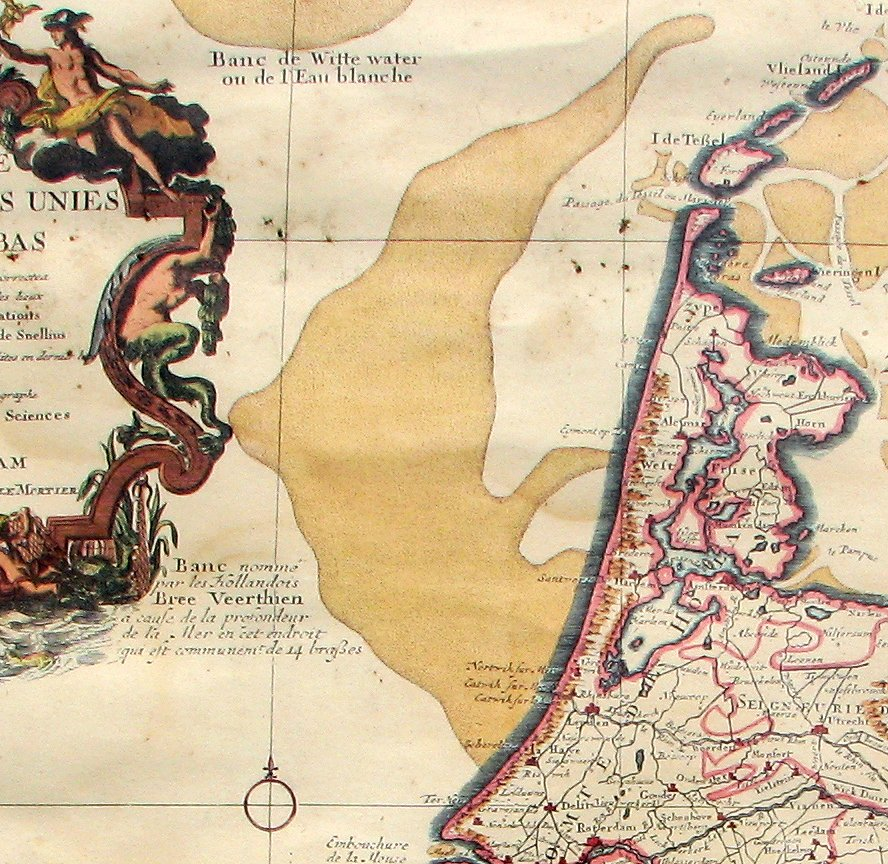
أربعة عشر العريضة على خريطة عام 1743

أربعة عشر العريض هي منطقة في جنوب بحر الشمال يبلغ عمقها أربعة عشر قامة (84 قدمًا / 26 مترًا). وهكذا، يمكن رؤية منطقة واسعة بها العديد من الرموز "14" على خريطة بحرية مع إعطاء الأعماق في القراءات.

## مدى
تقع منطقة أربعة عشر العريضة قبالة لسواحل هولندا وجنوب دوجر بانك، تقريبًا بين خطي الطول 3 ° شرقًا و 4 ° 30' شرق وخط العرض 52 ° 30'شمال و 53 ° 30' شمال.
المنطقة معروفة للبحرية الهولندا والألمانية باسم Breeveertien .
من الناحية الجيولوجية، يمكن مقارنتها بهضبة الأربعين الطويلة ، وهي هضبة أخرى مغمورة لها أصول مرتبطة.

## المعارك البحرية
كانت المنطقة مسرحًا للعديد من الاشتباكات البحرية عبر التاريخ. فمثلا:
- نسف ثلاث طربيدات بريطانية في عمل 22 سبتمبر 1914 [1]

## الأبحار
مياه ضحالة يعني المنطقة التي أكبر ناقلات النفط عند تحميلها بالكامل لا يمكن اجتياز منطقة أربعة عشر العريضة اسع للوصول إلى القناة الإنجليزية من بحر الشمال بسبب من مشروع هو عميق جدا.